# Convento de Madre de Dios (Jerez de la Frontera)
El convento de Madre de Dios está localizado en Jerez de la Frontera, Andalucía, España. Lo habitaban las monjas Clarisas de clausura hasta su cierre en 2018. Con la partida de las monjas pasó a ser sede del Seminario diocesano San Juan de Ávila.

## Historia
Aunque existe desde antes del siglo XVI (uno de los más antiguos de la ciudad), durante el siglo XX se vendió parte del Monasterio para pagar una profunda reforma que poco deja ver de su aspecto original.
Sin embargo sí que conserva pinturas, esculturas o retablos de interés artístico datados en el siglo XVI.
En 2019, pasó a manos de la diócesis, la cual constituyó el edificio como nueva sede del seminario San Juan de Ávila de la ciudad.

## Repostería

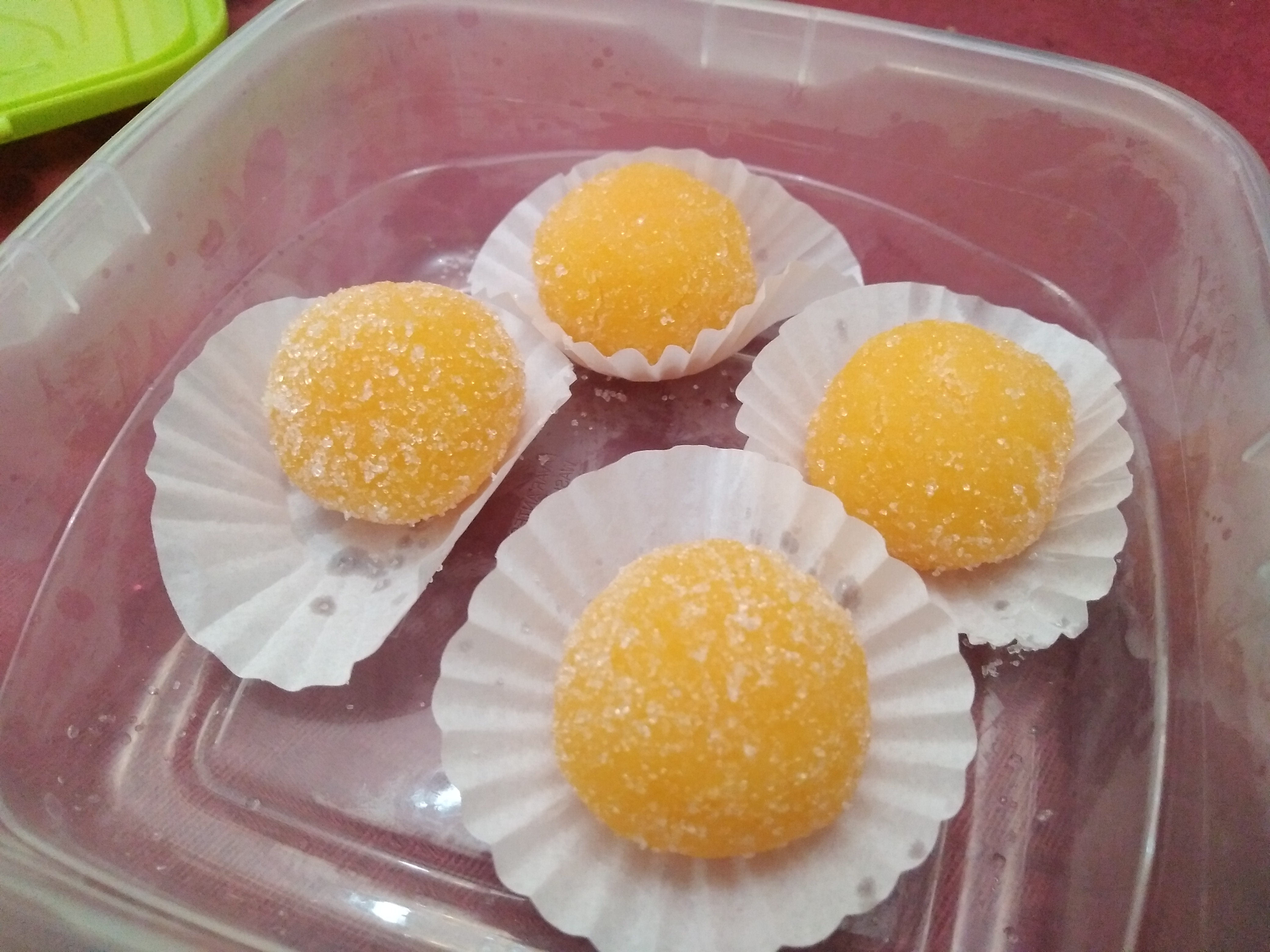
Yemitas de las monjas

Destacaba el convento, además de por su arte por su repostería navideña: frutitas de pasta de almendra, pastas de té y cocadas entre otras especialidades.
Esta actividad era el principal sustento de la comunidad.